# 中佐世保站
中佐世保站（日语：／ Naka-Sasebo eki */?）是位於長崎縣佐世保市島瀨町，松浦鐵道的西九州線車站。此站與鄰站佐世保中央站的營業距離只有0.2公里，在鐵路線中與筑豐電氣鐵道黑崎站前至西黑崎之間同時成為最短站距。

## 歷史
- 1961年（昭和36年）7月15日  - 日本國有鐵道松浦線車站啟用。
- 1970年（昭和45年）10月1日 - 成為無人車站。
- 1987年（昭和62年）4月1日 - 伴隨國鐵分割民營化，車站由九州旅客鐵道（JR九州）營運[1][2][3]，成為JR九州松浦線車站。
- 1988年（昭和63年）4月1日 - 松浦鐵道接管松浦線，成為松浦鐵道西九州線車站。

## 車站構造
車站是一座高架車站，設有1面1線的單式月台。此站是無人車站，沒有車站大樓，只有候車室。由於此站與佐世保中央站之間相距十分短，因此列車出發後便立刻播放下一停車站。

## 車站周邊
- 佐世保市體育文化館
- 佐世保市立圖書館（日语：佐世保市立図書館）
- 佐世保市立祇園小學·祇園中學
- 佐世保市博物館島瀨美術中心（日语：佐世保市博物館島瀬美術センター）
- 佐世保郵局（日语：佐世保郵便局）
- 長崎地方裁判所、地方檢察廳、家庭裁判所佐世保分部及佐世保簡易裁判所合同廳舍
  - 長崎地方裁判所（日语：長崎地方裁判所）佐世保分部
  - 長崎家庭裁判所（日语：長崎家庭裁判所）佐世保分部
  - 佐世保簡易裁判所（日语：佐世保簡易裁判所）
  - 長崎地方檢察廳（日语：長崎地方検察庁）佐世保分部
- 中央公園
- 交通安全學習館
- 九州電力名切變電站

## 利用狀況
在2018年度，1日平均上落車人次為183人。在2005年度，1日平均上落車人次為264人。

## 圖庫

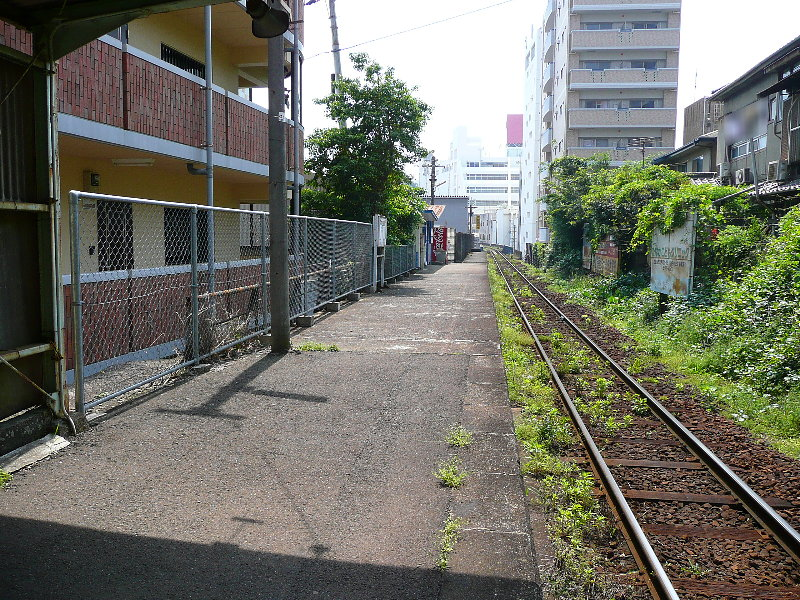
月台，後方為佐世保中央站
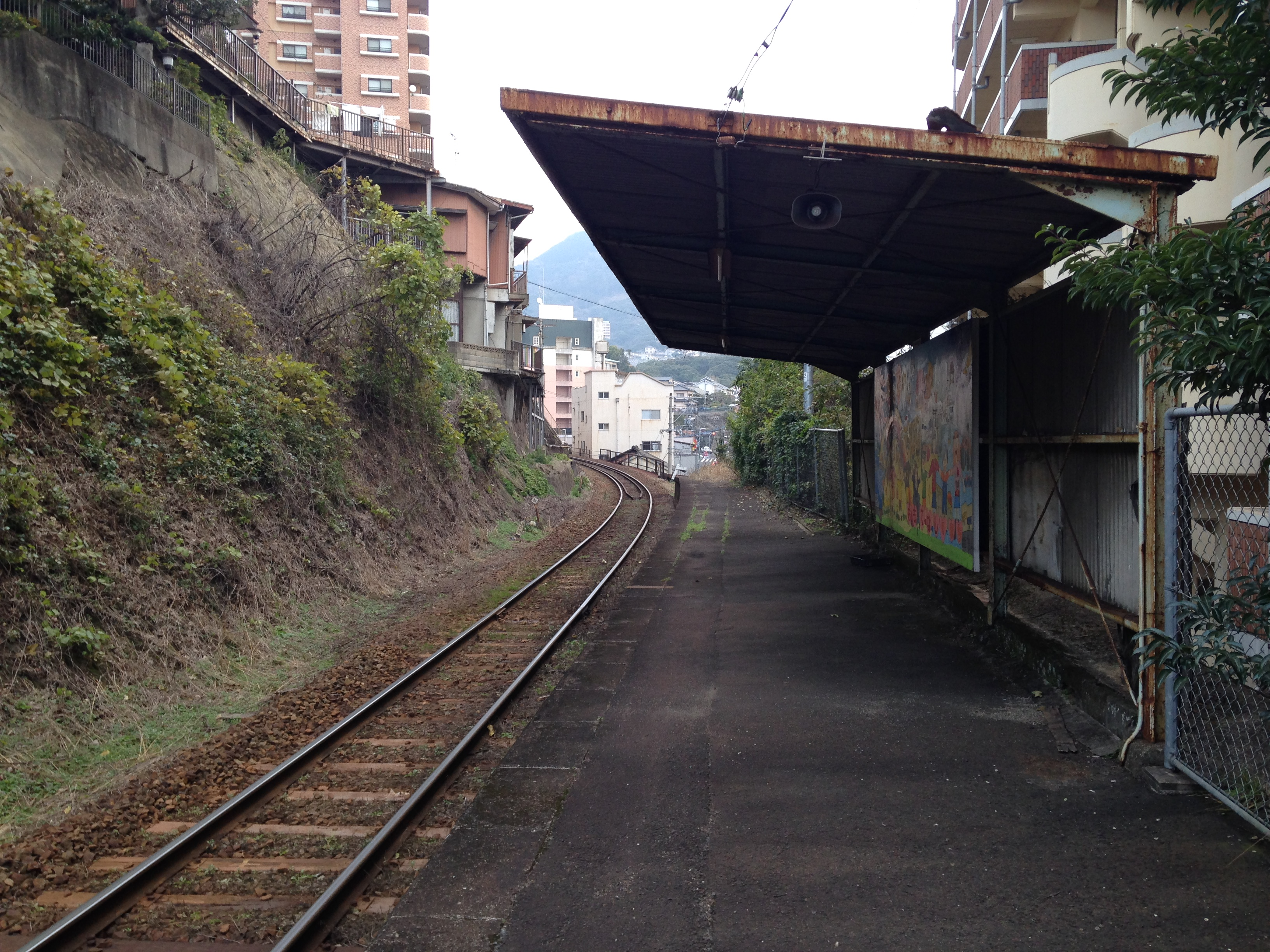
月台（後方為北佐世保方向）
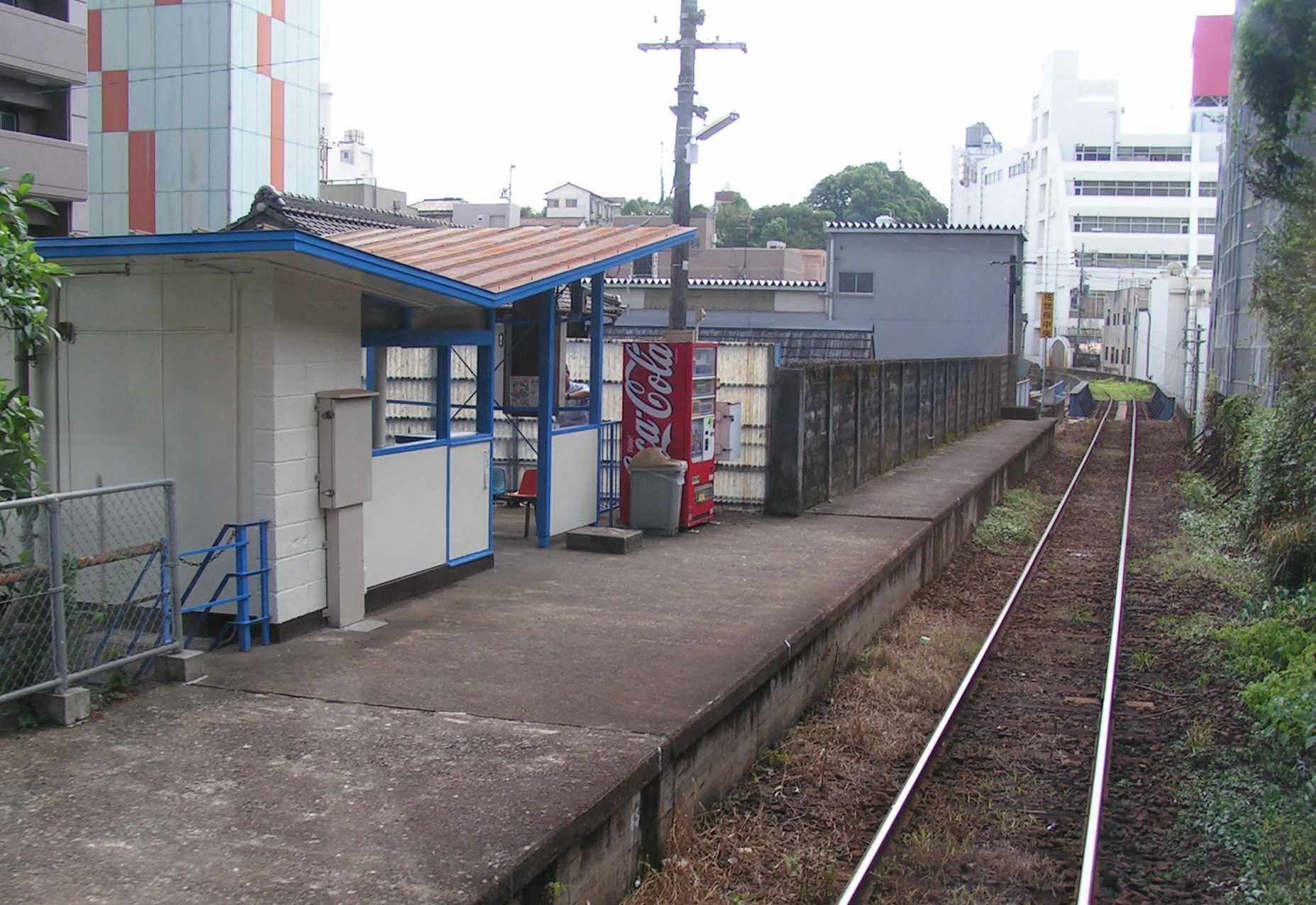
在列車內拍攝月台
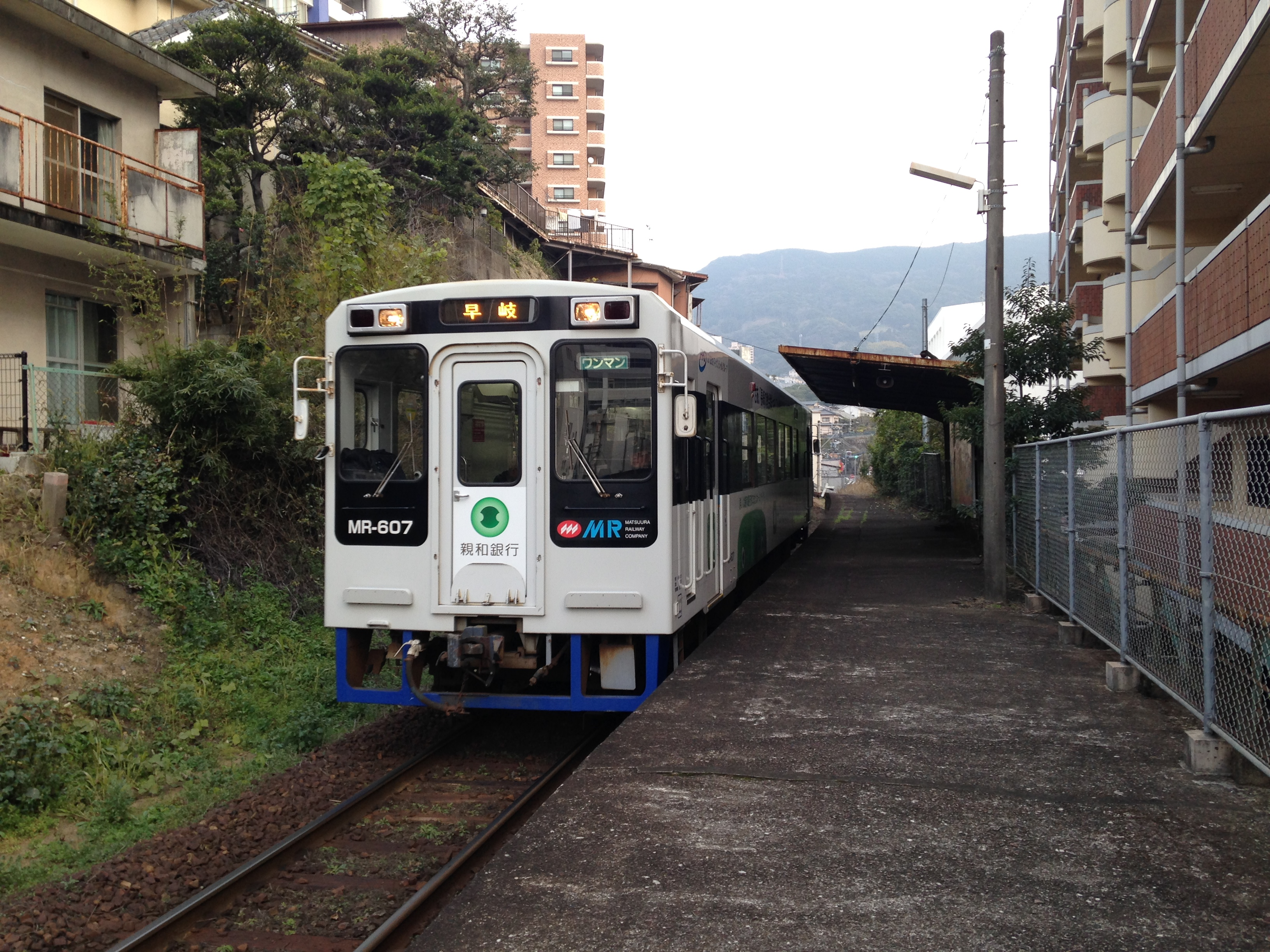
前往早岐的松浦鐵道列車

## 相鄰車站
松浦鐵道
西九州線
快速
通過
普通
北佐世保－中佐世保－佐世保中央

## 注腳
1. ↑  九州鉄道百年祭実行委員会・百年史編纂部会 (编).  初版. 九州旅客鉄道. 1988: 181 （日语）.
2. ↑  『交通年鑑 昭和63年版』 交通協力會，1988年3月。
3. ↑  今村都南雄 『民営化の效果と現実NTTとJR』 中央法規出版，1997年8月。ISBN 978-4805840863
4. ↑  佐世保市統計書
5. ↑  長崎縣統計年鑑

## 外部連結
- 中佐世保站時間表 （页面存档备份，存于）（日語） - 松浦鐵道